# Megascops centralis
Espèce
Synonymes
- Otus guatemalae centralis Hekstra, 1982
(protonyme)
- Otus centralis Hekstra, 1982

Megascops centralis est une espèce d'oiseaux, des petits-ducs, de la famille des Strigidae.

## Répartition
Cet oiseau vit dans l'ouest de l'Équateur, l'ouest de la Colombie, au Panama et au Costa Rica.